# Fontaine-en-Bray
 Fontaine-en-Bray  es una población y comuna francesa, en la región de Alta Normandía, departamento de Sena Marítimo, en el distrito de Dieppe y cantón de Saint-Saëns.

## Demografía
| 211 | 204 | 161 | 140 | 164 | 170 |
| Para los censos de 1962 a 1999 la población legal corresponde a la población sin duplicidades (Fuente: INSEE [Consultar]) |     |     |     |     |     |